# Hedwig Kallmeyer
Hedwig (también Hade, Heidi o Hede) Kallmeyer, nacida el 16 de julio de 1881 en Stuttgart, murió el 23 de junio de 1976 en Chiemgau. fue una terapeuta de gimnasia, fisioterapeuta y creador de la técnica conocida como "gimnasia armoniosa". La ambición de ella y de muchas otras mujeres pioneras de los ejercicios, era cuidar su propio cuerpo y enseñar el método a los demás como una forma de abrir el camino a la libertad para las generaciones futuras de mujeres.

## Biografía
Hedwig nació en Stuttgart fue la hija menor de la familia. Se interesó por la gimnasia en 1901 después de una conferencia de Helen Densmore y estudiante de Genevieve Stebbins. Inmediatamente tomó 20 lecciones privadas de Helen Densmore y luego recibió un libro "Sistema de entrenamiento físico", escrito por Genevieve Stebbins. El libro llegó a afectar toda su vida. Trató de traducirlo al alemán ella misma, pero se dio cuenta de que necesitaba aprender más por sí misma.
Más tarde leyó un libro de Paul Schultze-Naumburg que, influenciado por el movimiento de reforma del vestuario de la época, criticaba duramente los corsés y prendas femeninas similares e incómodas, y en cambio, como alternativa, promovía un cuerpo natural y una gimnasia de fortalecimiento. Luego, ella misma abandona el corsé, pero experimenta la fuerte reacción negativa de quienes la rodean. Se la percibe como "vulgar y revolucionaria".
Con los conocimientos previos desea ir a estudiar en Estados Unidos, pero su familia solo permite un viaje a Inglaterra. Las lecciones de gimnasia que recibe allí, la llamada calistenia, no le satisfacen. Los profesores también usan corsés durante sus ejercicios. Ella piensa que no comprenden el concepto de "movimiento en un cuerpo libre". Debido a que se niega a bailar con corsé, no recibió un certificado de maestra después de completar un año de formación.
Se puso en contacto con Genevieve Stebbins para que fuera a su escuela en Nueva York. La familia entonces dio el permiso y en 1906 viajó en barco a Nueva York, donde se sobrepasaron sus expectativas. Desde el enfoque artificial, antinatural, hueco y superficial de la escuela inglesa. Para Stebbins "desde dentro, simbólicamente y con un pensamiento ordenado y muy profundamente arraigado". En esta escuela (Escuela de expresión) hay varias líneas. Uno para entrenamiento de voz, oratoria y teatro. Uno para gimnasia. La educación fue de dos años y, a pesar de las dificultades con el idioma, siguió ambos cursos al mismo tiempo. En 1907 recibió su diploma y regresó a Inglaterra. Al mismo tiempo, Stebbins entregó la escuela a otros y se instaló en el sur de Inglaterra. Colaboraron por un tiempo.
Cuando regresó a Stuttgart, quería recibir lecciones de improvisación con Émile Jaques-Dalcroze, pero su madre, que no podía mantenerse, la animó a trabajar. No era el momento propicio para sus nuevas ideas. Ella era libre, no usaba corsé, pero se sentía dividida entre el requisito de mantener a su familia y una sociedad donde las mujeres realmente no deberían trabajar. Pero todavía aceptó los trabajos como profesora de gimnasia que fue en contra de sus principios para hacer frente a la situación.
En 1909 se casó con Ernst Kallmeyer y se trasladaron a Berlín. Abrió su propia escuela en 1910 y el mismo año tuvo su primera hija (luego tuvo tres hijas más). Sus primeros cursos duraron seis meses, pero extendió su educación a dos años. La tradición que siguió, con solo mujeres participantes en gimnasia, basada en François Delsarte, Genevieve Stebbins y Bess Mensendieck, se realizó en desnudez, algo que continuaron sus primeras alumnas, la bailarina Gertrud Leistikow, Hedwig von Rohden y Elsa Gindler . Los dos últimos crearon sus propias escuelas, fuertemente influenciadas por Kallmeyer.
Presentó su trabajo en una gran conferencia en Berlín donde sus estudiantes Gertrud von Hollander y Hedwig von Rhoden presentaron los movimientos. Escribió su primer libro sobre gimnasia con su esposo, pero se divorció de él en 1915 y se mudó a Breslau en 1917, debido a la guerra. Allí conoció a Friede (Rune) Lauterbach, con quien colaboró hasta su muerte en 1956. En su lugar de trabajo en Breslau, recibió a muchos niños que le habían sido remitidos por un pediatra, y en una escuela privada cercana, sus métodos sustituyeron a la gimnasia tradicional.
Después de 1924, bajo la influencia de Fritz Giese, la gimnasia se expandió en parte para incluir a ambos sexos, la idea ahora también era que la gimnasia no solo crearía fuerza, sino también belleza. En 1925, Franz Hilker, fundador de la Asociación Alemana de Gimnasia, la llamó a Berlín, donde continuó trabajando con Friede Lauterbach. Pero no prosperaron en Berlín y se mudaron a Baviera en 1934. El maestro reformista Hermann Harless, con quien trabajó un verano en un sanatorio en Wyk, la había invitado a tener su escuela en Burg Marquartstein.
Friede Lauterbach tuvo un papel importante en la transformación y adaptación del material estadounidense de Stebbins a la cultura alemana y, a partir de 1937, en la enseñanza. Hedwig permaneció en el castillo hasta su muerte en 1956. Luego, la escuela Kallmeyer-Lauterbach se trasladó a Hamburgo y ella continuó dirigiendo solo su práctica privada, que luego se centró en fisioterapia, principalmente para los problemas de las mujeres durante y después del parto. Murió en 1976 en Chiemgau, Baviera.

## Obras
- Hedwig Kallmeyer, Belleza y salud de la mujer a través de la gimnasia, 1905.
- Hedwig Kallmeyer. Gimnasia armónica, 1910.
- Hedwig Kallmeyer, Künstlerische Gymnastik: harmonische Körperkultur nach dem americanschen System Stebbins-Kallmeyer, Kulturverlag, 1910.
- Hedwig Kallmeyer-Simon, Del trabajo de Geneviève Stebbins, 1926.
- Hedwig Kallmeyer-Simon, Educación física y expresión, 1926 - 7 páginas
- Hedwig Kallmeyer-Simon Educación física y expresión, Sl, 1926.
- Hede Kallmeyer, Poder curativo a través de la respiración y el movimiento: Experiencias de una vida para d. Gimnasia, primera edición 1970, segunda edición 1975, tercera edición 1981, cuarta edición 1992.

## Otras lecturas
- Bernd Wedemeyer-Kolwe, El hombre nuevo. Cultura corporal en el Imperio y en la República de Weimar, Königshausen & Neumann, 2004.
- L. Pallat y F. Hilker, Künstlerische Körperschulung, Brealau, 1926.
- El libro dorado de las niñas, Eigenbrödler, 1928.
- Karl Toepfer: Imperio del éxtasis: desnudez y movimiento en la cultura corporal alemana, 1910-1935 . Prensa de la Universidad de California, 1997.

- Datos: Q96634459